# علي المسبح
علي بن إبراهيم بن حسين المسبح، رجل دين شيعي أحسائي، ولد بالأحساء (في قرية البطالية عام 1360 هـ - 1941م)، أرسله والده إلى النجف الأشرف لتلقي العلم علي يد المرجع الشيعي أبو القاسم الخوئي وكلٍ من نصر الله المستنبط ومحمد باقر الصدر، وقد ظهرت علامات الذكاء والفطنة وسرعة البديهة عليه منذ صغره.

## نشأته
نشأ تحت رعاية أبوين كريمين من أكبر عوائل القرية التي لها شهرتها وصيتها. و قرية البطالية إحدى قرى الأحساء التي تمتاز بكثرة طلاب العلم فيها منذ القدم.
والجدير بالذكر أن القرآن الكريم كان يختم عادة في سنتين أو أكثر، وقد ختمه الشيخ في ستة أشهر، وكان متفوقاً على أقرانه ومن هم أكبر منه، وكان معلمه الحاج ملا حسين الجبران يعتمد عليه في تعليم من هم معه.
وبعد ختمه للقرآن الكريم طلب من والده الحاج إبراهيم المسبح الالتحاق بحوزة النجف, فوافق والده على ذلك فالتحق بها عام 1380 هـ تقريباُ.
في عام 1379 هـ تشرف شيخنا الفاضل بحج بيت الله الحرام وزيارة كل من الإمام الرضا وأخته فاطمة وزيارة عقيلة الطالبين السيدة زينب وبعد وفاة والده في عام 1390 هـ - الذي دفن في مقبرة فخر الدين الكائنة في الدروازة الغربية من حضرة علي المخرجة إلى مدرسة باب المعلم - انتقل إلى بيت آخر غير بيت والده وكان سكنه الجديد بجوار سكن الخوئي.
وأراد المرجع الديني محسن الحكيم إعطاءه وكالة لقبض الحقوق على بعض مناطق العراق فرفض، وكذلك طلب منه كل من المرجع الديني أبو القاسم وابنه جمال الخوئي إعطاءه وكالة لاستلام الحق الشرعي على بعض المناطق ولكنه لم يقبل بذلك. من نتاجه الذي لا زال مخطوطاً بعض التقريرات في المنطق. كان مرشداً للحجاج مع كل من قافلة الحاج عبد الله العويشي بأمر من المرجع الديني محسن الحكيم، وقافلة الحاج محمد الشيخ، وقافلة الحاج أحمد العلي.
وفي عام 1400 هـ عاد شيخنا الفاضل إلى مسقط رأسه قرية البطالية بعد نشوب الحرب بين العراق و إيران عندما كان عناد الطاغية محيطاً بجميع مدارس حوزة النجف الأشرف.
والجدير بالذكر أن شيخنا الفاضل يمارس عمل المأذونية في حالات الطلاق و الزواج. و من يخالطه ويجلس معه يرى أن الكثير من الناس ليس من القرية يقومون بزيارته في حالات الطلاق والزواج بل من جميع المنطقة الشرقية، وقد عرف بالفطنة والحكمة في إصلاح ذات البين والتوفيق بين الزوجين المتخاصمين.
وكان في النجف إضافة إلى دراسته وتدريسه يشرف على رواتب الأحسائيين بالتنسيق مع المرجعية العليا ويشاركه في ذلك الشيخ عبد الله بومرة. وهو من أصدقاء الشهيد محمد باقر الحكيم. من أسرة المسبح من هاجر إلى أم الحمام بمدينة القطيف عام 1114هـ.كان يقيم صلاة الجماعة بالبلدة بمسجد الطالعية والذي يعرف حالياً بمسجد الإمام الحسين، ثم توقف عن أداء صلاة الجماعة لظروف صحية ما يزيد عن عشرين سنة.. كما كان يتواصل مع القاضي الشيخ باقر أبو خمسين بشكل مستمر وتبعه بعده الشيخ حسن أبو خمسين وهذه المعلومات مصدرها ابنه الشيخ محمد رضا المسبح وأولاده الذكور : الشيخ محمد رضا، وعبد الأمير، وجواد، وجعفر، وحسين، وعدنان، وفاضل، وزكي، وضياء، وحسن، وصادق، وحيدر، وإبراهيم، وعباس.

## المراحل العلمية
أ‌.درس المقدمات والسطوح في مدرسة الجزائري خلال 10 سنوات.
ب‌.تشرف بحضور درس البحث الخارج على يد معلم الأمة الإسلامية أبو القاسم الخوئي وكلاً من نصر الله المستنبط و محمد باقر الصدر و قد أنهى الدرس في البحث الخارج إلى دورة كاملة في الأصول، و أما في الفقه فواصل الدرس في البحث الخارج إلى باب المضاربة.
أما عن التدريس فكان شيخنا الفاضل يدرّس في الجامع الهندي في النجف الأشرف من بعد صلاة الفجر حتى وقت الظهر، ومن العصر إلى الليل، وله دروس في منزله.
ولثقة الآيات العظام كأمثال الحكيم والخوئي في إيمان وتقوى هذا العبد الصالح فقد تولى من قبلهما توزيع الرواتب على طلبة العلم الأحسائيين الأفاضل سواء كان من الخوئي أو من غيره.
.

## أساتذته
1.أبو القاسم الخوئي
2.محمد باقر الصدر
3.نصر الله المستنبط
4.جمال الهاشمي
5.الشيخ محي الدين المامقاني
6.الشيخ أحمد البهادلي
7.الشيخ علي زين الدين العراقي

## تلامذته
لفضيلته العشرات من التلاميذ سواء كان من الأحساء أو البحرين أو العراق أو إيران أو لبنان ومن جملتهم:
1.الشيخ حسن بن الشيخ باقر أبو خمسين
2.الشيخ عبد الحميد الجزيري
3.شرف العماني وكيل الخوئي في عمان سابقاً
4.الشيخ محمد بن الشيخ محي الدين المامقاني
5.الشيخ فاضل المالكي
6.الشيخ حبيب الهديبي
7. كاظم العلي
8. الشيخ زهير القرشي
9.زكي بن حامد السويج

## أهم أقرانه الأحسائيين في حلقة درس بحث الخارج
1.الشيخ جواد بو حليقة المتوفى عام 1413 هـ
2.علي السيد ناصر السلمان
3.محمد علي العلي
4.عبد الله الصالح (أبو رسول)

## شخصيته
اشتهر سماحته بالزهد والتقوى والتواضع وصفاء النفس والطيبة، وكان تواقاً للعلم والتقى عالم بالمواريث تميز بفطنة منقطعة الشبيه، مما وَلّــد ثقة الآخرين به، فصاروا يراجعونه فيحل بعض الخصومات التي كان ينفذ فيها بذكائه ويتغلب عليها بخططه وفي ذلك حكايات ونوادر اشتهرت على اللسنة الناس تدور في المجالس، ويستشهد بها في المحافل، وكفاه شاهدا أن الشيخ باقر أبو خمسين قاضي المحكمة الجعفرية الأسبق ـــ منقول عن بعض الأساتذة المهتمين بالشيخ الراحل ـــ كان يحيل عليه بعض القضايا فيزيل عنها الغموض وييسر الأمور فتخرج أطراف النزاع وقد حصحص الحق على لسان الصدق، وكالأب لأبناء القرية فيرجع له من بداخلها وخارجها لحل مشاكلهم، فكم من كم هائل من البشر قام بعقدقرآن الرجل مع زوجته وكم من بلده هو سبب في تقريب بين الذكر والأنثى وبين المؤمن والمؤمنه وكم من صلاح اصلح بين اثنين فهو ممن عنتهم الآيه قال تعالي:( وَعِبَادُ الرَّحْمَنِ الَّذِينَ يَمْشُونَ عَلَى الْأَرْضِ هَوْنًا وَإِذَا خَاطَبَهُمُ الْجَاهِلُونَ قَالُوا سَلَامًا )، و كان سماحته من الذين قرءوا القرآن فأحكموه، وتدبروا الفرض فأقاموه، أحيوا السنة وأماتوا البدعة، وهو من فضائل المنطقة وكان في الفتنة كابن اللبون مع ماله من منزله والمكانة سواء عند المراجع كـ محسن الحكيم أو الخوئي حيث طلب ان يمثلهم في بعض المدن العراقية وكان وجها لطلاب العلوم الدينية من الاحسائين في نجف الاشرف عند المراجع إلا انه عرف عنه في النجف والاحساء انه بعيد كل البعد عن مواطن الخلاف والاختلاف الفتنوي وكما له تميز بالقدرة الاجتماعية فكان عنده موقف من كل حدث وسماحته بعيد كل البعد عن حالة الاصتدام والتصادم في الوسط المتدين مؤمن إلا أن يأمر بمعروف أو ينهى عن منكر.

## مقتطفات من حياته
في إحدى سفراته إلى الشام لزيارة السيدة زينب أتت شخصية مرموقه من عائلة الحكيم وهو محمد باقر الحكيم فسمع الحكيم أو أخبر من أحد الفضلاء أن هناك شخصيه من طلبه الأحساء فذكر اسم الشيخ علي المسبح أنه موجود فقال: ((نحن نعرفه بيت الحكيم يعرفه أتم المعرفة لعلي احظى برؤيته فمنذو أكثر من ثلاث عقود لم أرى وجهه النير))وفعلاً استدعي الشيخ فحدث هناك أستقبال عظيم وبكى الشهيد لرؤيته، بدموع الفرح ((الحمدالله الذي أراني وجهك الكريم ))، فهذة من الاخلاق والاداب العالية لسماحته فلا يعرف فضله من أهل الفضل إلا أهل الفضل.
ويذكر الشيخ عبد الجليل البن سعد مقتطفات منها انه كان في دعوة عشاء لبعض طلبة العلم والفضلاء الأحسائيين المتواجدين في المدينة للزيارة وقد حضرت فيمن حضر وكان هناك عدد غير بسيط من الفضلاء والعلماء لا يربطهم حديث معين وربما اشتغل كل منهم مع من هو في جانبه.. وفجأة دخل رجل ستيني عليه هيبة العلماء لم تصادفه عيني من قبل وسلم عند فتحت باب القاعة فلفت الجميع إليه، ورفع صوته مكررا:((مسألة.. مسألة..))وهذا قبل أن يستقر في مكانه وكانت المسألة فرع من فروع صلاة المسافر وصومه فملأ الجو نقاشا وعندما أخذت المسألة كفايتها أيضا رفع رأسه مرة أخرى وقال مسألة.. وانطلق يتحدث في فرع فقهي آخر لا يحضرني الآن.فأثار عندي فضول الإعجاب، وسألت عنه من يكون ؟فجاءني الجواب:هذا سماحة الشيخ علي المسبح من بلدة البطاليةحينها تبسمت وقلت كالظافر: أخيرا !! وبعد ستة أعوام.

## وفاته
توفي الشيخ علي المسبح يوم الجمعة الموافق 15/4/1433هـ وقد حضر الآلاف لتشييع جثمانه الطاهر وصل عليه صلاة الميت بجامع الرسول ﷺ عدنان الناصر ثم صل عليه مرة أخرى بالمقبرة الحسنية الشيخ حسن أبو خمسين ثم دفن ليلة السبت بقبره، ورجال هم أطراف الأرض إذا ماتوا دل ذلك على أن الأرض تداعت جوانبها وتفككت صلابتها قال ذو العزة والمجد: {أَوَلَمْ يَرَوْا أَنَّا نَأْتِي الْأَرْضَ نَنْقُصُهَا مِنْ أَطْرَافِهَا }، وقد نطقت الروايات المفسرة بأن المقصود هو موت العلماء..